# Domersleben
Domersleben is een plaats en voormalige gemeente in de Duitse deelstaat Saksen-Anhalt, en maakt deel uit van de Landkreis Börde.
Domersleben telt 1.179 inwoners.